# Comuna Staroavramivka, Horol
Staroavramivka (în ucraineană Староаврамівка) este o comună în raionul Horol, regiunea Poltava, Ucraina, formată din satele Butivți, Hlîboka Dolîna, Prîstan, Radkî, Staikî, Staroavramivka (reședința) și Uleanivka.

## Demografie
Componența lingvistică a comunei Staroavramivka
     Ucraineană (97,74%)
     Rusă (2,17%)
     Alte limbi (0,05%)
Conform recensământului din 2001, majoritatea populației comunei Staroavramivka era vorbitoare de ucraineană (97,74%), existând în minoritate și vorbitori de rusă (2,17%).